# Дарницьке трамвайне депо
Дарницьке трамвайне депо  — депо Київського трамвая, що обслуговує всю лівобережну мережу, в тому числі Лівобережну лінію Київського швидкісного трамвая, доки не добудують депо Лівобережного швидкісного трамвая.

## Коротка історія
Було створене 1 січня 1959 року для забезпечення трамвайних перевезень на лівому березі міста. Першим керівником депо було призначено Ісаака Кацова.
1 лютого 1959 року на лінію з депо було випущено перші вагони. Спершу депо обслуговувало лише два маршрути, 1964 року їх стало вже п'ять, згодом число вагонів та маршрутів лише зростало.
1964 року у депо одним із перших у СРСР було освоєно обслуговування вагонів Татра Т3, а незабаром і експлуатацію за системою багатьох одиниць.
Депо фактично стає школою передового досвіду — було збудовано цех з ремонту рухомого складу, цех технічного обслуговування вагонів, адміністративний корпус, технічне обладнання тоді було найсучаснішим. Було створено навчальні класи, влаштовано спеціальний навчальний вагон. Територію депо, яка ще 1959 року була піщаним пустирем, засадили деревами.
14 червня 1967 року у рамках відзначення 75-річчя Київського трамваю саме Дарницьке депо як передове було відвідане фахівцями-транспортниками з інших міст.
Значним досягненням діяльності колективу депо і особисто Ісаака Кацова було присвоєння 1977 року колективу Дарницького депо звання «зразкового». Тож за неповні три десятиліття керівництва Ісаак Кацов вивів депо у число найкращого в усьому СРСР за багатьма показниками — високий рівень технічного розвитку, швидке освоєння нових технологій, безаварійна їзда та високий рівень культури обслуговування. Значним досягненням було здобуття Диплому Ради Міністрів СРСР і Всесоюзної центральної ради професійних спілок. Також колектив було занесено до Книги трудової доблесті на ВДНГ УРСР.
В грудні 1995 року навпроти старої території було збудовано нову територію депо з новим адміністративним корпусом.

## Маршрути, що обслуговуються
- № 4 «Станція „Милославська“ — Станція „Райдужний“» (Лівобережний швидкісний трамвай, у теперішньому вигляді існує з 2012 року)
- № 5 «Вулиця Сержа Лифаря — Станція „Райдужний“» (Лівобережний швидкісний трамвай, у теперішньому вигляді існує з 2012 року)
- № 8 «Станція метро „Позняки“ — Станція метро „Лісова“» (у теперішньому вигляді існує з 2004 року)
- № 22 «Завод залізобетонних конструкцій — Бульвар Перова» (у теперішньому вигляді існує з 2004 року)
- № 23 «Дарницький вагоноремонтний завод — Бульвар Перова» (у теперішньому вигляді існує з 2011 року)
- № 28 «Станція метро „Лісова“ — Вулиця Милославська» (у теперішньому вигляді існує з 1994 року)
- № 29 «Станція метро „Лісова“ — Червоний Хутір» (у теперішньому вигляді існує з 2004 року)
- № 32 «Станція метро „Лісова“ — Дарницький вагоноремонтний завод» (у такому вигляді існував з 2000 року, закритий 2009 року, заново відкритий 25 жовтня 2013[4])
- № 33 «Дарницький вагоноремонтний завод — Вулиця Сержа Лифаря» (у теперішньому вигляді існує з середини 2000-х років)
- № 35 «Станція метро „Лісова“ — Вулиця Сержа Лифаря» (у теперішньому вигляді існує з 1998 року)

## Закриті маршрути, що обслуговувалися депо з2000року
- № 2 «Станція „Ватутіна“ — Вулиця Олександра Сабурова» (Лівобережний швидкісний трамвай, в такому вигляді існував з 2000 року, закритий 2009 року)
- № 21 «Контрактова площа — Бульвар Перова» (в такому вигляді існував з 1996 року, закритий 2004 року)
- № 22к «Дарницький вокзал — Завод залізобетонних конструкцій» (в такому вигляді існував з 2000 року, закритий 2004 року)

- № 25 «Станція метро „Позняки“ — Завод залізобетонних конструкцій» (у теперішньому вигляді існував з кінця 2000-х років, закритий 2021 року).
- № 26 «Станція метро „Лісова“ — Харківський масив» (в такому вигляді існував з 1987 року, закритий 2004 року)
- № 27 «Контрактова площа — Станція метро „Лісова“» (в такому вигляді існував з 1998 року, закритий 2004 року)
- № 28к «Станція метро „Лісова“ — Вулиця Олександра Сабурова» (у такому вигляді існував з 1995 року, 1998 року перейменований у № 35)
- № 31 «Контрактова площа — Завод залізобетонних конструкцій» (у такому вигляді існував з 1959 року, закритий 2004 року)

## Рухомий склад
На 23 серпня 2019 року на балансі депо перебуває 228 пасажирських та 14 службових вагонів:
- Tatra T3 — з 1976 року
- Tatra T6B5 — з 1985 року
- К-1 — з 2012 року
- T3UA-3 «Каштан» — з 2012 року
- К-1М — з 2015 року
- Богдан TR843 — з 2015 року
- KT3UA — з 2018 року
- Tatra T6A5 — з 2019 року
- К1М6 — з 2019 року
- Pesa Fokstrot 71-414K — з 2020 року

## Керівники депо
- Ісаак Кацов (1959—1988)[3]
- Олександр Іванович Коваленко (1988—1995)[5]
- Григорій Семенович Богославець (1995—2009)[5][2]
- Анатолій Захарчук (2009—2015)[2]
- Володимир Горейко (з 2015)